# Umberto Maddalena

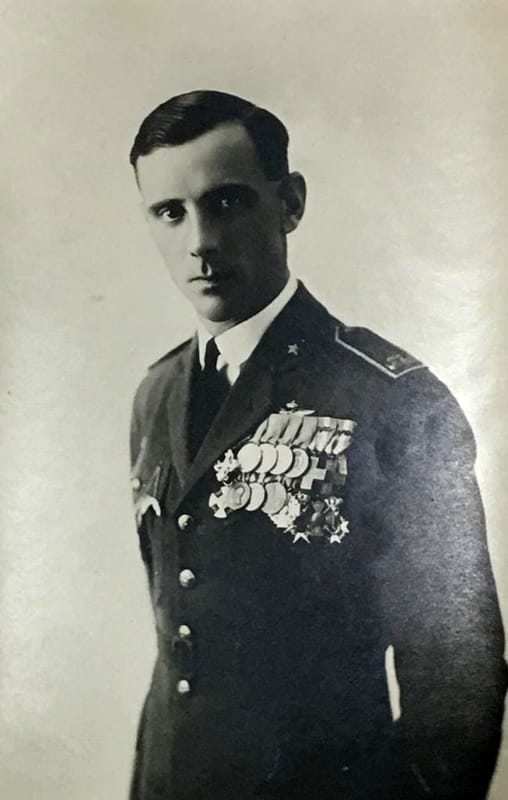
Umberto Maddalena

Umberto Maddalena (* 14. Dezember 1894 in Bottrighe; † 19. März 1931 bei Tirrenia) war ein italienischer Pilot.

## Erste Jahre
Maddalena wurde als Sohn des Arztes Ettore Maddalena und der Lehrerin Francesca Bianchi in der heutigen Ortschaft Adria in Venetien geboren. Nach 1900 verbrachte er seine Kindheit in Pettorazza Grimani. Seine erste technische Ausbildung erhielt er als Jugendlicher in Kursen in der Provinzhauptstadt Rovigo, später besuchte er in Venedig das „Istituto Tecnico Nautico Sebastiano Venier“. Schon als 16-Jähriger unternahm er zahlreiche Fahrten auf Segelschiffen, darunter waren auch zwei Überquerungen des Atlantik.

## Erster Weltkrieg
Als 20-Jähriger fuhr er 1914 als Kommandant mit der Brigg Mascotte nach Südamerika. Bei Ausbruch des Ersten Weltkriegs war er in Uruguay. Im Oktober 1915 kehrte er nach Italien zurück und trat in die Accademia Navale von Livorno und anschließend in die Wasserflugzeugschule von Sesto Calende ein. Im September 1916 erwarb er das Patent für ein FBA Wasserflugzeug Typ H, das seit 1915 in großer Zahl von Franco-British Aviation gebaut wurde. Er wurde dem 255. Geschwader der Wasserflugzeugbasis von Brindisi zugeteilt und schon im gleichen Jahr mit einer Bronzemedaille für militärische Tapferkeit ausgezeichnet.
Im Januar 1917 wurde er trotz seines jungen Alters zum Fähnrich befördert und erhielt das Kommando über eine Staffel mit Bomben ausgerüsteter Flugboote. In den folgenden zwei Jahren, in denen er weiterhin an der unteren Adria operierte, befehligte er auch Jagd- und Aufklärungsstaffeln mit Macchi-M.3-Maschinen. Nach seinen Flügen über den Flottenstützpunkt der k.u.k. Kriegsmarine Cattaro erhielt er mehrere Tapferkeitsmedaillen sowie weitere Auszeichnungen für Aktionen gegen den Feind. Am Ende des Winters 1918 war Maddalena Kommandant der 262. Staffel, das als erstes mit Macchi M.5 ausgerüstet war. Die Zeit in Brindisi mit rund 60 Einsätzen machte ihn zu einem Spezialisten für Wasserflugzeuge.

## Nach dem Krieg

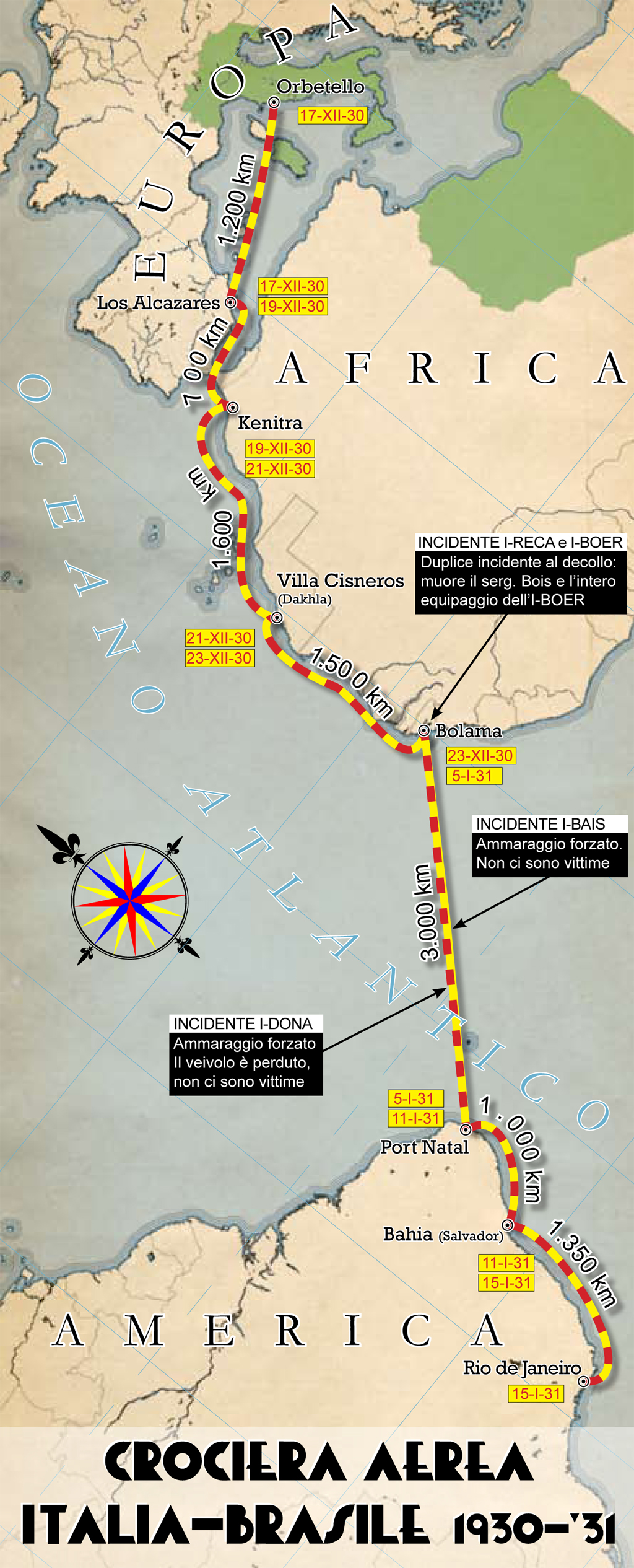
Route Italien – Brasilien

Nach Kriegsende blieb Maddalena beim Militär. Im August 1919 flog er als einer von zwei Piloten mit Wasserflugzeugen nach Amsterdam, um dort an der Internationalen Luftfahrtausstellung teilzunehmen. Anschließend flogen sie nach Schweden weiter, um dort die italienischen Flugzeuge auf einer Werbetour bekannt zu machen und ihren Verkauf zu fördern.
Im September 1920 flog er von Sesto Calende aus eines von drei von der Regierung gekauften Wasserflugzeugen SIAI S.16 nach Schweden. Dabei überflog er als erster den Gotthardpass mit einem Flugboot, einem Flugzeugtyp, der aufgrund seiner besonderen Struktur als schlechter „Kletterer“ galt. Die Reise war erfolgreich und brachte Maddalena das Kreuz des Wasaordens ein, das ihm der schwedische König als Belohnung verlieh. Nach seiner Rückkehr nach Italien wurde er 1921 zum Leutnant befördert und zum Kommandanten des Flughafens von Venedig ernannt. Im selben Jahr brachte Maddalena ebenfalls von Sesto Calende aus ein von der Madrider Regierung gekauftes Geschwader Wasserflugzeuge nach Spanien. Er blieb vierzehn Monate, um die Piloten auszubilden.
1922 wurde Maddalena zum Kommandeur der Ionischen und Unteradriatischen Luftstreitkräfte ernannt. Bei der Gründung der italienischen Luftwaffe im Jahr 1923 wurde Maddalena zum Staffelkommandanten (Kapitän) ernannt und im März des folgenden Jahres zum Gruppenkommandanten (Major). Ab Mai 1923 befehligte er die III. Gruppe von Wasserflugzeugen in Tarent und 1925 eine Expedition an die Ostsee. Auf dem Rückflug verhinderten widrige Wetterbedingungen den Überflug der Alpen und zwangen die Piloten zu einer Notlandung auf dem Splügenpass.
Im August 1926 eröffnete Maddalena von der Wasserflugzeugbasis Brindisi aus die neue Flugverbindung auf der Strecke Brindisi–Athen–Istanbul. Die „Linea Aerea Nr. 4“ (Linea Aerea Levante) war der erste Passagier- und Posttransportdienst zwischen Italien, Griechenland und der Türkei.
1927 flog Maddalena im Auftrag der italienischen Luftstreitkräfte nach Anfragen von osteuropäischen Staaten von Sesto Calende aus mit einer Savoia-Marchetti SM.62 an fünfzehn aufeinander folgenden Tagen mehr als zehntausend Kilometer über Slowenien, Serbien, Rumänien, Russland, Finnland, Schweden, die Niederlande, Deutschland und die Schweiz wieder nach Sesto Calende zurück.
1928 verließ er Italien mit einem Doppelrumpfboot Savoia-Marchetti S.55A, um nach den Schiffbrüchigen des Luftschiffs „Italia“ unter dem Kommando von General Umberto Nobile zu suchen, das nordöstlich von Spitzbergen in der Arktis vermisst wurde. Maddalena fand sie am 20. Juni dank des roten Zeltes▼. Er konnte nicht landen, aber Lebensmittel abwerfen und so ihre Rettung ermöglichen. Nach zwei Monaten und 20 Tagen in der Arktis kehrte er am 30. August nach Sesto Calende zurück. Die Ereignisse um diese Rettung erzählt der Regisseur Michail Kalatosow 1969 in seinem Film Das rote Zelt.
1929 gab Maddalena die Wasserflugzeuge auf, um ein Landflugzeug zu fliegen: Im Mai 1929 forderte ihn der italienische Luftfahrtminister Italo Balbo auf, den Weltrekord im Langstreckenflug in einem geschlossenen Parcours zurückzuerobern, den deutsche Piloten den Italienern abgenommen hatten. Dafür flog Maddalena eine Savoia-Marchetti S.64bis, die speziell dafür entwickelt worden war. Nach drei erfolglosen Versuchen blieb das Flugzeug nach dem Start in Guidonia Montecelio am 29. Mai 1930 dann aber 67 Stunden lang in der Luft, wobei es das Dreieck Ostia–Anzio–Ladispoli mit einer Gesamtstrecke von 8188 km zurücklegte und damit zwei neue Weltrekorde erzielte. Am 5. Juni 1930 erhielt Maddalena von Benito Mussolini dafür die zweite Silber-Ehrenmedaille. Am folgenden 20. Juni wurde er für seine außerordentliche Verdienste zum Oberstleutnant befördert.
1930 ernannte Minister Balbo Maddalena zum Direktor der „Scuola di navigazione aerea d’alto mare“ („Schule für Navigation auf Überseeflügen“), die in Orbetello eingerichtet wurde, um Besatzungen auszubilden. Zwischen 17. Dezember 1930 und 15. Januar 1931 überflog er mit Italo Balbo in einer Savoia-Marchetti S.55 und vierzehn weiteren Maschinen erstmals nonstop den Atlantik von Italien nach Brasilien, wofür er die Gold-Ehrenmedaille erhielt. 1930 veröffentlichte er in Mailand den autobiografischen Band „Lotte e vittorie sul mare e nel cielo“ (Kämpfe und Siege auf dem Meer und am Himmel).

## Tod

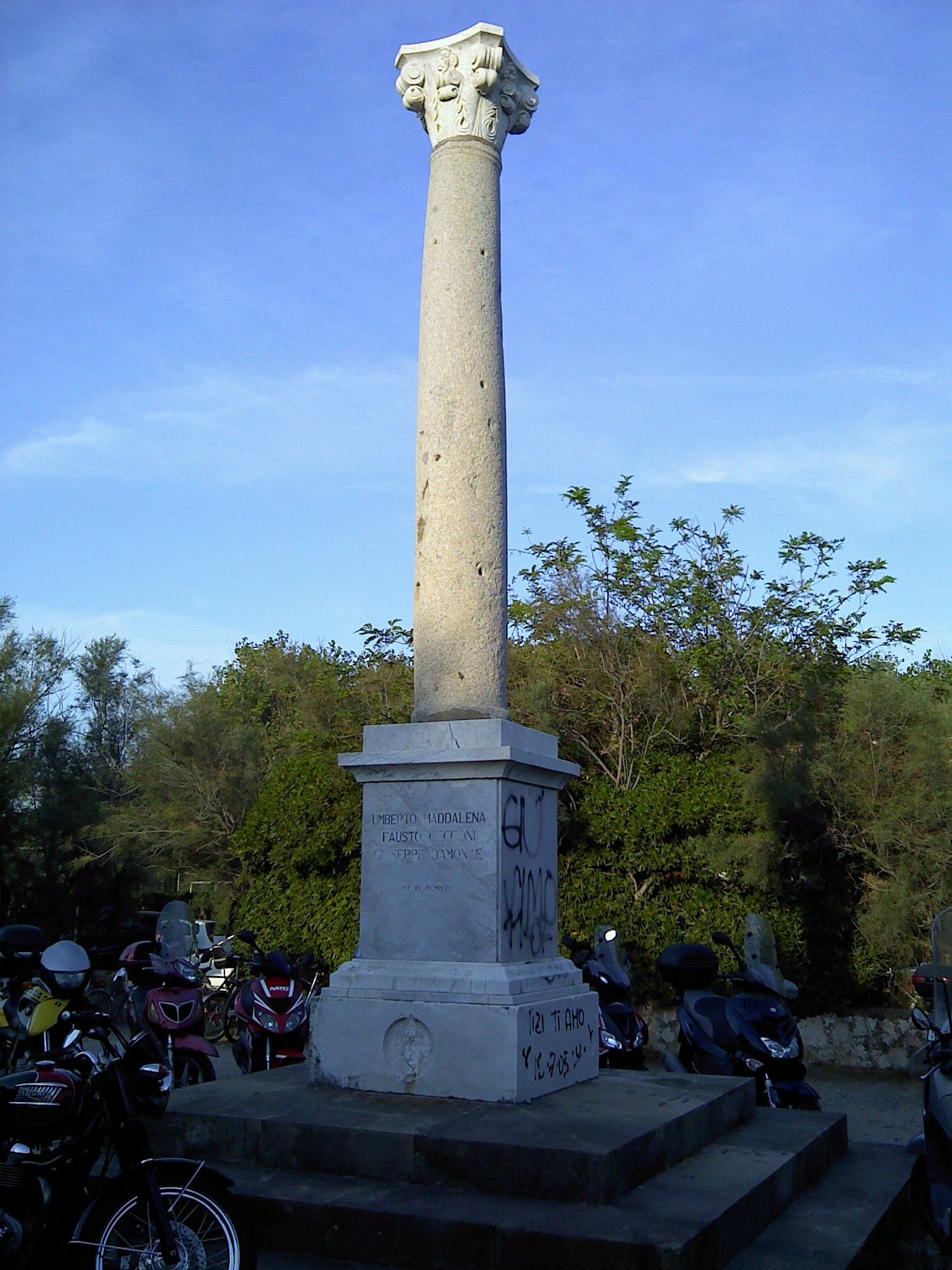
Gedenksäule beim Ort des Absturzes

Im selben Jahr, in dem er mehrere gefährliche Missionen erfolgreich hinter sich gebracht hatte, starb Umberto Maddalena im Alter von 37 Jahren am 19. März 1931 während eines einfachen Transferflugs.
Zusammen mit zwei Besatzungsmitgliedern flog er mit seiner Savoia 64 von Cinisello Balsamo nach Montecelio, wo er zu einem neuen Rekordflug hätte aufbrechen sollen. Der Flug begann bei guten Wetterbedingungen. Zwischen Marina di Pisa und Livorno zerbrach die eben erst überholte Maschine über dem Ufer im Flug, Piloten und Flugzeugtrümmer stürzten in den Kiefernwald, auf den Strand und in das Meer ▼. Nach langem Suchen wurden die Leichen des Copiloten Kapitän Fausto Cecconi und des Leutnant Giuseppe Da Monte aus dem Meer geborgen. Der Körper Maddalenas wurde nie gefunden.
Die Geschwindigkeit, mit der die Untersuchungen abgeschlossen wurden, sorgte für Gerüchte über die Umstände des Absturzes; ein Nachweis für ein Attentat konnte aber nie erbracht werden. Nach der Untersuchung der Flugzeugtrümmer und Auswertung von Zeugenaussagen werden als Absturzursache zwei Möglichkeiten genannt: Aufgrund von unregelmäßigen Vibrationen könnte der Flugzeugschwanz in derart starke Schwingungen gebracht worden sein, dass er brach; derartige Schwierigkeiten waren schon früher aufgetreten. Maddalena war ein starker Raucher, der auch während der Flüge gerne rauchte. Nicht auszuschließen ist deshalb auch die Möglichkeit, dass ein Streichholz Benzindämpfe entzündete.

## Privates
1921 heiratete Maddalena Sandra Rizzi. Das Paar hatte einen Sohn, Luciano.

## Ehrungen (Auswahl)
- In Maddalenas Geburtsort Bottrighe steht seit 1978 eine Statue aus weißem Carrara-Marmor.[2]
- In der Nähe des Unfallortes nördlich von Livorno wurde bei dem nach ihm benannten Badestrand eine Gedenksäule aufgestellt.[7]
- Mehrere Straßen sind nach ihm benannt, u. a. auch in seiner Heimatgemeinde Adria.[8] Die „Via Risorgimento“, wo er geboren wurde, wurde nach ihm umbenannt.[2]
- Die zweite an Italien ausgelieferte Dornier Do X trug seinen Namen.[9][10]
- Maddalena erhielt rund zehn militärische Ehren- und Tapferkeitsmedaillen.